# Kuriála

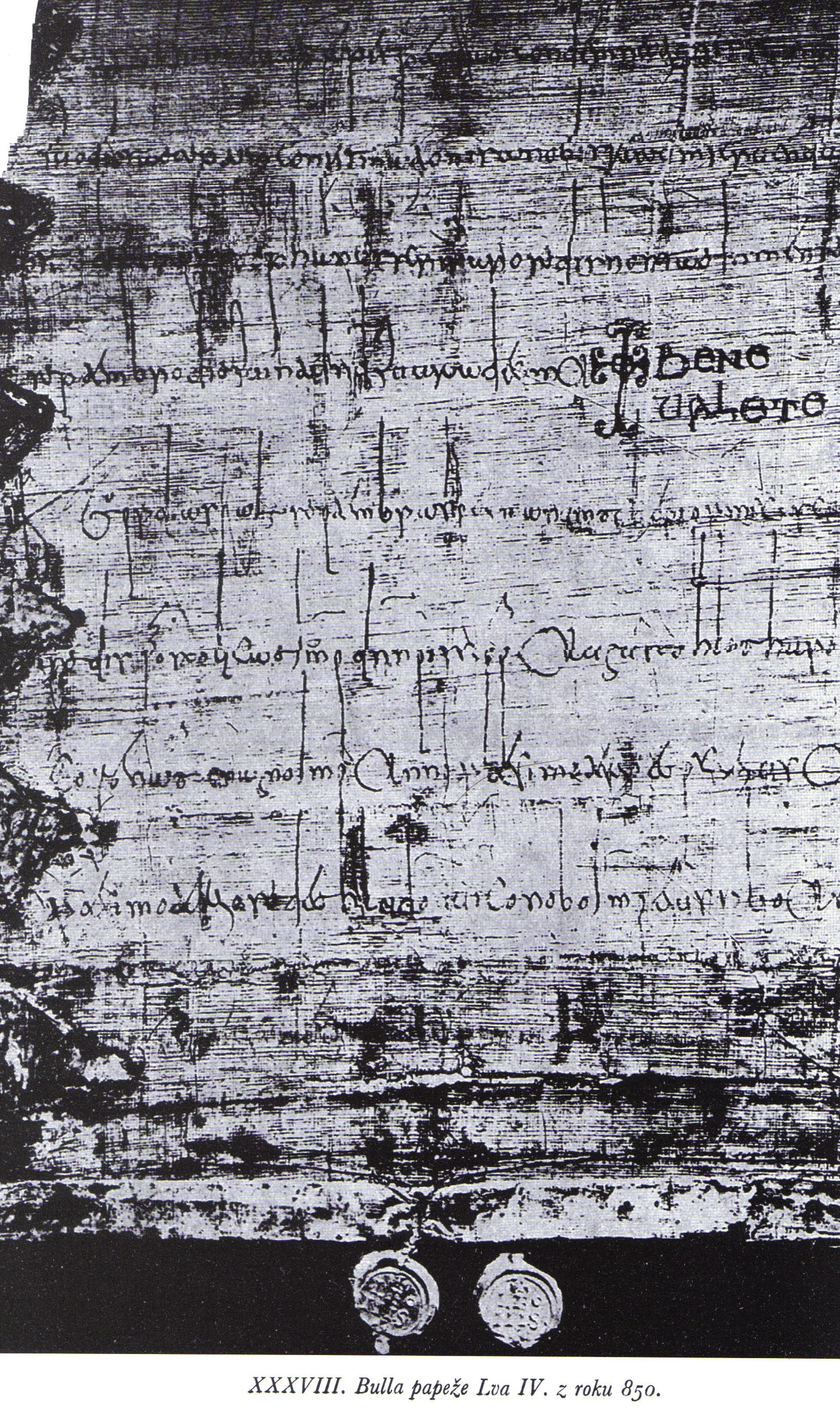
Ukázka Starší kuriály na diplomu papeže Lva IV. z roku 850

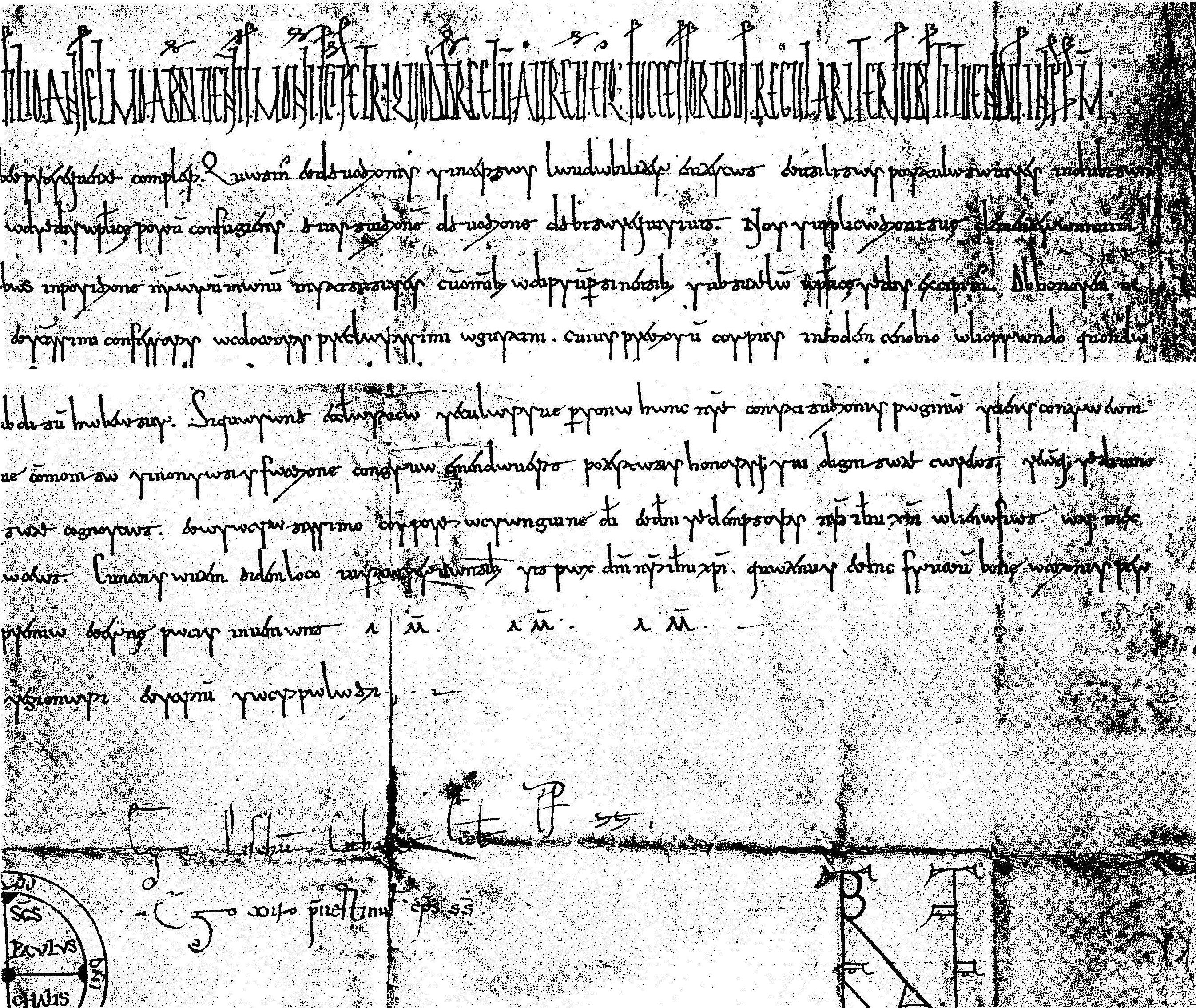
Ukáza Mladší kuriály na privilegiu papeže Paschala II. z počátku 12. století

Kuriála je písmo užívané v papežské kanceláři od 8. do 12. století.
Kuriála se užívala převážně v papežské kanceláři od 8. do první čtvrtiny 12. století, kdy ji nahradila diplomatická minuskula. Doklady tohoto specifického písma se objevují i v listinách římských notářů či jiných institucí střední a severní Itálie. Poprvé se objevuje v listu papeže Hadriána I. z roku 788 a v privilegiu Paschala I. z roku 819. Není však známo, kdy a kde vznikla, neboť v 8. století je již plně vyvinutým písmem. Luigi Schiaparelli ve své práci Note paleografiche, intorno all’origine della scrittura curiale romana zastává názor, že se vyvinula v 7. století z mladší římské kurzívy. Z počátku byla prý ovlivněna byzantským a částečně i řeckým písmem. Kuriále se velmi blíží písmo ravenských listin, které dle Schiaparelliho vycházelo z římské kuriály.
Písmo papežských listů charakterizují protažené dotažnicové délky, které převzala z mladší římské kurzívy. Také zvláštní ztvárnění některých liter se jinde neobjevuje. Písmeno „a“ má podobu řecké omegy „ω (zřejmý řecký vliv), „e“, „o“ a „t“ tvoří smyčky. Jednotlivé litery se pak odlišují různou polohou dotažnic. V papežských písemnostech rozeznáváme dvě varianty kuriály. Starší, používaná od 8. do 10. století, je kaligraficky provedená kurziva, jejíž krátké litery se vyznačují velikostí, kulatostí a šířkou. Horní i dolní dotažnicové délky jsou silně předimenzované, což zapříčiňuje velké mezery mezi řádky. Ligatury se v textech objevují jen velmi zřídka. Zvláštní podobu má také velké „Q“, psané ve formě arabské dvojky v prostoru nad účařím. Druhý typ kuriály tzv. mladší stojí pod větším vlivem karolinské minuskuly a od starší se liší celkovým zúžením písmového obrazu a větším kontrastem mezi literami, formovanými ve dvoulinkovém a čtyřlinkovém psacím systému. V této variantě kuriály se již nenachází typická forma velkého „Q“.